# Огненный бархатный ткач
О́гненный ба́рхатный ткач (лат. Euplectes orix) — вид птиц семейства ткачиковых (Ploceidae) рода бархатных ткачей (Euplectes).

## Внешний вид
Огненные бархатные ткачи — птицы коренастого телосложения размером 12—14 см, самки немного мельче самцов. Оба пола по окраске обычного оперения напоминают домового воробья (Passer domesticus). Основной цвет — коричневый, на спине тёмные полоски, на животе — светло-серые оттенки. Над глазами светлые жёлто-коричневые полоски. Клюв толстый и конический. У молодых птиц широкие светлые кончики на перьях крыльев.
Огненные бархатные ткачи весь день поют, их пение звучит как «цип-цип-цип».

## Распространение
Огненные бархатные ткачи живут в колониях и встречаются в ЮАР, Ботсване, Намибии, Зимбабве и Мозамбике. Гнездятся однако исключительно на территории крупного высохшего озера в национальном парке Этоша. Их средой обитания являются открытые местности и широкие саванны, где они как правило встречаются вблизи воды.

## Питание
Огненные бархатные ткачи питаются главным образом семенами трав. Часть их пищи составляют иногда также насекомые.

## Размножение
В период спаривания самцы огненного бархатного ткача покрываются нарядным оперением. Оно становится ярким оранжевым либо алым, за исключением передней части головы и живота, которые становятся черными. Крылья и хвост сохраняют коричневый цвет. Брачное пение самцов звучит как очень высокое пищание, которое они испускают сидя на высоких травинках, время от времени взъерошиваясь. Иногда они взлетают и медленно парят над землёй.
Гнёзда огненные бархатные ткачи строят в зарослях камыша, высокой траве и прибрежной растительности, а также в полях кукурузы и сахарного тростника. У гнёзд боковой вход. Самки откладывают от трёх до пяти яиц. Насиживание яиц и охрану вылупившихся птенцов самцы оставляют самкам. После двух недель насиживания на свет появляются птенцы, которые спустя ещё две недели покидают гнездо.